# Senecio argophylloides
Senecio argophylloides là một loài thực vật có hoa trong họ Cúc. Loài này được Griseb. miêu tả khoa học đầu tiên năm 1874.